# کورال باتسوورت
 کورال باتسوورت (انگلیسی: Coral Buttsworth؛ ۱۹۰۰ – ۲۰ دسامبر ۱۹۸۵) یک تنیس‌باز اهل استرالیا بود.